# Spathicarpa hastifolia
Spathicarpa hastifolia är en kallaväxtart som beskrevs av William Jackson Hooker. Spathicarpa hastifolia ingår i släktet Spathicarpa och familjen kallaväxter. Inga underarter finns listade.

## Bildgalleri

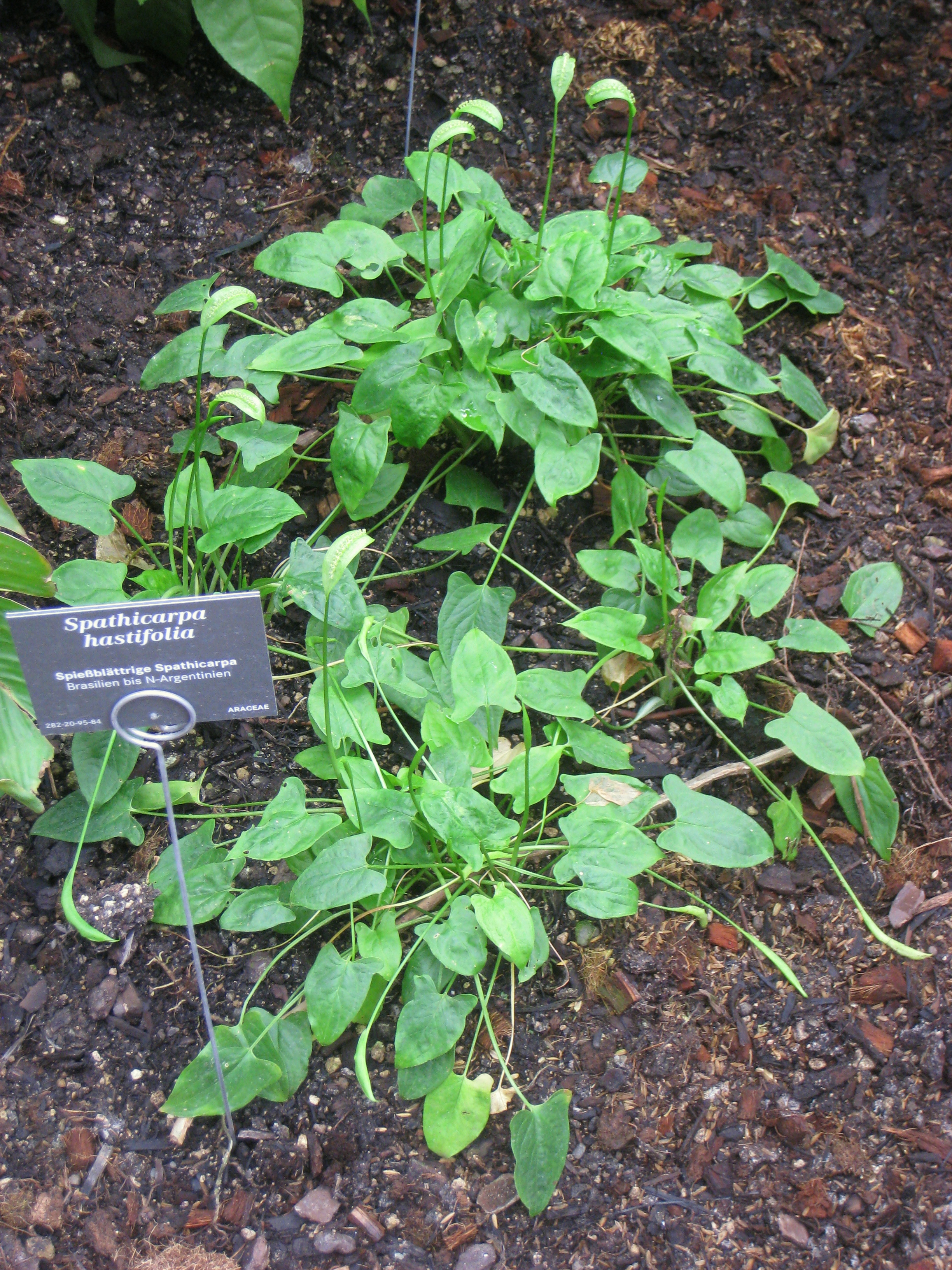
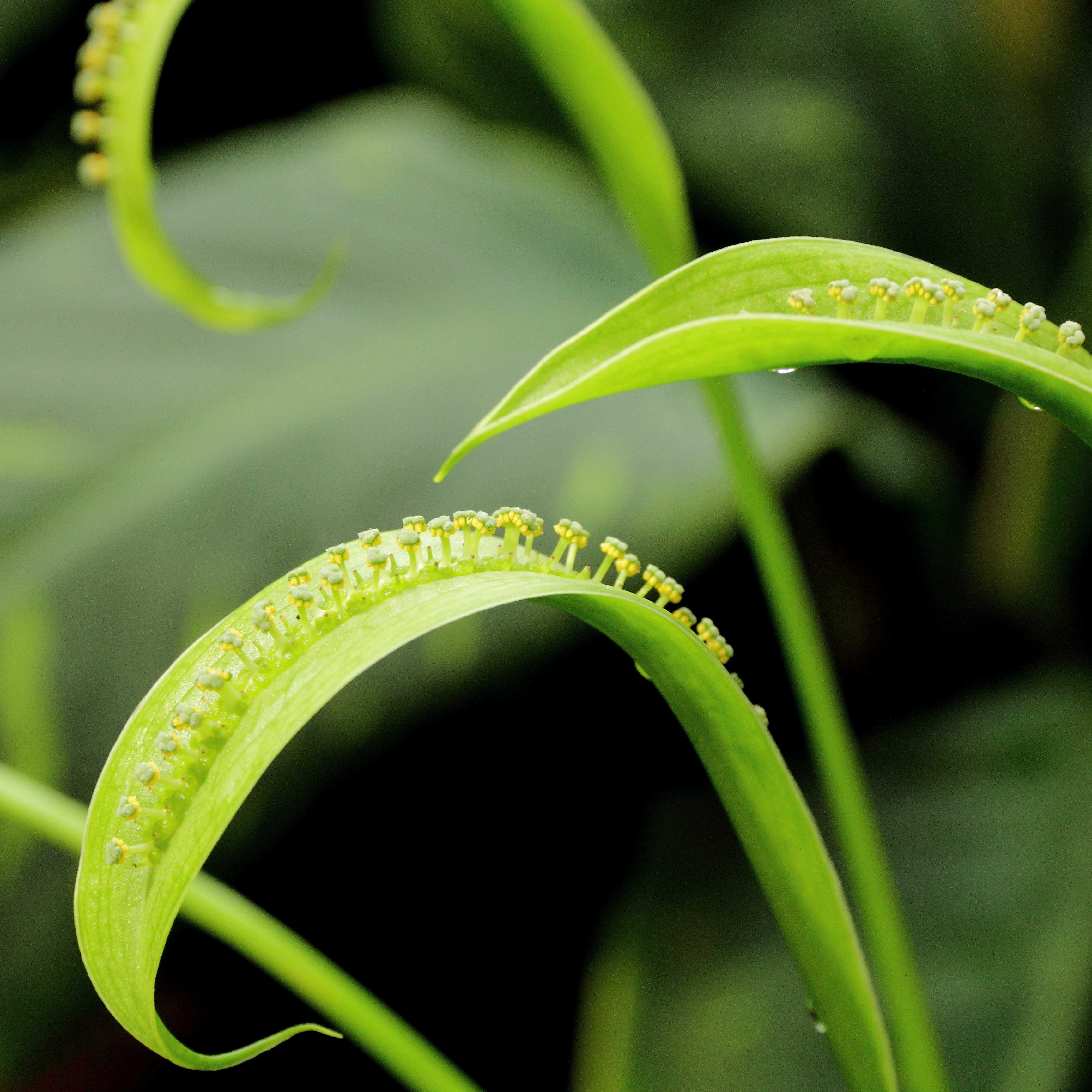